# Bialetti
Bialetti är en italiensk tillverkare av hushållsprodukter.
Bolaget grundades som Alfonso Bialetti & C. Fonderia i Crusinallo 1919 av Alfonso Bialetti.
Moka Express skapades 1933 av Alfonso Bialetti och finns numera i de allra flesta italienska, portugisiska och spanska hem, där denna typ av bryggare är den vanligaste för att bereda kaffe.